# Ervedosa (Pinhel)
Ervedosa is een plaats (freguesia) in de Portugese gemeente Pinhel en telt 260 inwoners (2001).